# Critoniinae
Critoniinae es una subtribu de la subfamilia Asteroideae dentro de la familia de las asteráceas. Tiene los siguientes géneros.

## Descripción
El ciclo vital de las plantas de esta subtribu es perenne, mientras que el habitus es erecto o de arbusto (hay incluso árboles pequeños). Las hojas a lo largo del vástago están dispuestas principalmente en  manera opuesta, a veces de una manera alterna. Algunas especies están provistas de rosetas basales. La inflorescencia es de tipo corimboso y están en posición terminal o lateral, rara vez axilar.  Los corimbos están formadas por diferentes cabezas aglomeradas, pediceladas o sésiles. Las cabezas de las flores están formadas por una carcasa compuesta de diferentes escalas dentro de la cual un receptáculo actúa como una base para las flores. Las escamas están débilmente o fuertemente imbricadas y son de diferentes tamaños. El receptáculo es plano o ligeramente convexo, rara vez es cónico; también se dota (o no) de lana dura para proteger la base de las flores. Las frutas son aquenios con vilano. La forma de los aquenios es prismático con 5 costas. El carpóforo es normalmente visible, a veces es una continuación de la costa. El vilano es generalmente suave con cerdas dispuestas en su mayoría en un solo conjunto, rara vez es escamosa o ausente.

## Géneros
La subtribu comprende 40 géneros y unas 344 especies.

| Géneros                                                 | N. especies                                                  | Distribución                                |
| ------------------------------------------------------- | ------------------------------------------------------------ | ------------------------------------------- |
| Adenocritonia R.M. King & H. Rob., 1976                 | 3 spp.                                                       | Guatemala, Jamaica y México                 |
| Amboroa Cabrera, 1956                                   | 2 spp.                                                       | Bolivia y Perú                              |
| Antillia R.M. King & H. Rob., 1971                      | 1 sp. (A. brachychaeta (B.L. Rob.) R.M. King & H. Rob.)      | Cuba                                        |
| Aristeguietia R.M. King & H. Rob., 1975                 | 21 spp.                                                      | Chile, Colombia, Ecuador y Perú             |
| Asplundianthus R.M. King & H. Rob., 1975                | 7 spp.                                                       | Colombia, Ecuador y Perú                    |
| Austrocritonia R.M. King & H. Rob., 1975                | 4 spp.                                                       | Brasil                                      |
| Badilloa R.M. King & H. Rob., 1975                      | 10 spp.                                                      | Colombia, Ecuador, Perú y Venezuela         |
| Bishovia R.M. King & H. Rob., 1978                      | 2 spp.                                                       | Argentina y Bolivia                         |
| Castanedia R.M. King & H. Rob., 1978                    | 1 sp. (C. santamartensis R.M. King & H. Rob.)                | Colombia                                    |
| Chacoa R.M. King & H. Rob., 1975                        | 1 sp. (C. pseudoprasiifolia (Hassl.) R.M. King & H. Rob.)    | Argentina, Brasil y Paraguay                |
| Ciceronia Urban, 1925                                   | 1 sp. (C. chaptalioides Urban )                              | Cuba                                        |
| Corethamnium R.M. King & H. Rob., 1978                  | 1 sp. (C. chocoensis R.M. King & H. Rob.)                    | Colombia                                    |
| Critonia P. Browne, 1756                                | 43 spp.                                                      | América central y del sur                   |
| Critoniadelphus R.M. King & H. Rob., 1971               | 2 spp.                                                       | El Salvador, Guatemala, Honduras e México   |
| Critoniella R.M. King & H. Rob., 1975                   | 6 spp.                                                       | Colombia, Perú y Venezuela                  |
| Cronquistianthus R.M. King & H. Rob., 1972              | 20 spp.                                                      | Colombia, Ecuador y Perú                    |
| Eupatoriastrum Greenm., 1903                            | 4 spp.                                                       | El Salvador, Guatemala, Costa Rica y México |
| Eupatorina R.M. King & H. Rob., 1971                    | 1 sp. (E. sophiifolia (L.) R.M. King & H. Rob.)              | República Dominicana y Haití                |
| Fleischmanniopsis R.M. King & H. Rob., 1971             | 10 spp.                                                      | El Salvador, Guatemala y México             |
| Grisebachianthus R.M. King & H. Rob., 1975              | 8 spp.                                                       | Cuba                                        |
| Grosvenoria R.M. King & H. Rob., 1975                   | 4 spp.                                                       | Ecuador y Perú                              |
| Hughesia R.M. King & H. Rob., 1980                      | 1 sp. (H. reginae R.M. King & H. Rob.)                       | Perú                                        |
| Koanophyllon Arruda, 1810                               | circa 120 spp.                                               | Neotrópicos                                 |
| Idiothamnus R.M. King & H. Rob., 1975                   | 4 spp.                                                       | Brasil, Argentina, Perú y Venezuela         |
| Imeria R.M. King & H. Rob., 1975                        | 1 sp. (I. memorabilis (Maguire & Wurd.) R.M. King & H. Rob.) | Brasil y Venezuela                          |
| Lorentzianthus R.M. King & H. Rob., 1975                | 1 sp. (L. viscidus (Hook. & Arn.) R.M. King & H. Rob.)       | Argentina e Bolivia                         |
| Malmeanthus R.M. King & H. Rob., 1980                   | 3 spp.                                                       | Brasil, Argentina, Paraguay y Uruguay       |
| Mexianthus B.L. Rob., 1928                              | 1 sp. (M. mexicanus > B.L. Rob.)                             | México                                      |
| Neocabreria R.M. King & H. Rob., 1972                   | 5 spp.                                                       | Brasil, Argentina y Paraguay                |
| Neohintonia R.M. King & H. Rob., 1971                   | 1 sp. (N. monantha (Sch. Bip.) R.M. King & H. Rob.)          | México                                      |
| Nothobaccharis R.M. King & H. Rob., 1979                | 1 sp. (N. candolleana (Steud.) R.M. King & H. Rob.)          | Perú                                        |
| Ophryosporus Meyen, 1834                                | 37 spp.                                                      | América Meridional                          |
| Peteravenia R.M. King & H. Rob., 1971                   | 5 spp.                                                       | América Central                             |
| Santosia R.M. King & H. Rob., 1980                      | 1 sp. (S. talmonii R.M. King & H. Rob.)                      | Brasil                                      |
| Sphaereupatorium (O. Hoffm.) Kuntze ex. B.L. Rob., 1920 | 1 sp. (S. scadens (Gardner) R.M. King & H. Rob.)             | Brasil y Bolivia                            |
| Steyermarkina R.M. King & H. Rob., 1971                 | 4 spp.                                                       | Brasil y Venezuela                          |
| Tuberostylis Steetz., 1854                              | 2 spp.                                                       | Colombia, Ecuador y Panamá                  |
| Uleophytum Hieron., 1906                                | 1 sp. (U. scadens Hieron.)                                   | Perú                                        |
| Urbananthus R.M. King & H. Rob., 1971                   | 2 spp.                                                       | Cuba y Jamaica                              |
| Viereckia R.M. King & H. Rob., 1975                     | 1 sp. (V. tamaulipasensis R.M. King & H. Rob.)               | México                                      |